# Ceriagrion bellona
Ceriagrion bellona là một loài chuồn chuồn kim trong họ Coenagrionidae.
Loài này được xếp vào nhóm Loài ít quan tâm trong sách Đỏ của IUCN năm 2007.
Ceriagrion bellona được Laidlaw miêu tả khoa học năm 1915.